# Melania Lefter
Melania Marina Lefter (Cluj-Napoca, 9 giugno 1964) è un'ex cestista rumena.

## Carriera
Con la Romania ha disputato i Campionati europei del 1985.